# Arabisk stjärnlök
Arabisk stjärnlök (Melomphis arabica) är en monotypisk art i familjen hyacintväxter. Arten förekommer naturligt i Medelhavsområdet och Portugal. Arabisk stjärnlök räknades tidigare till stjärnlöksläktet (Ornithogalum).

## Synonymer
Caruelia arabica (L.) Parl.
Melomphis patens Raf.
Myanthe arabica (L.) Salisb.
Ornithogalum algeriense Jord. & Fourr.
Ornithogalum algeriense subsp. baeticum (Boiss.) J.Moret
Ornithogalum arabicum L.
Ornithogalum arabicum var. algeriense  (Jord. & Fourr.) Maire
Ornithogalum arabicum var. hipponense  (Jord. & Fourr.) Maire
Ornithogalum arabicum var. macrocomum (Jord. Maire & Weiller
Ornithogalum arabicum var. ochroleucum  (Jord. & Fourr.) Maire & Weiller
Ornithogalum arabicum var. stenopetalum  (Jord. & Fourr.) Maire & Weiller
Ornithogalum baeticum Boiss.
Ornithogalum libycum (Bég. & Vacc.) Bég. & Vacc.